# Grzybek z 1843 roku w Toruniu
Grzybek w Toruniu (również: Grzyb) – drewniany obiekt powstały w 1843 roku, znajdujący się na skrzyżowaniu ul. Bydgoskiej i al. 500-lecia w Toruniu, na terenie Ogrodu Muzyków. 
Grzybek powstał w 1843 roku. Kilkakrotnie był przenoszony. W latach 1892–1927 służył jako przystanek tramwajowy i mieścił się na miejscu nieistniejącego dzisiaj hotelu Kosmos. W obecnym miejscu stoi od lat 60. XX wieku. W okresie Polski Ludowej przy Grzybku organizowano sezonowe lodowiska. W ostatnich latach Grzybek był wielokrotnie niszczony i odnawiany (m.in. w 2004 roku). 15 listopada 2018 roku skwerowi przy „Grzybku” nadano imię Anny i Leonarda Torwirtów.
Grzybek pojawia się w legendach toruńskich. W jednej w rzekomym miejscu, gdzie ustawiono Grzybek, ustawiono pochylnie do wieży bazyliki katedralnej św. Jana Chrzciciela i św. Jana Ewangelisty, po którym w 1500 roku wciągnięto na wieżę siedmiotonowy dzwon Tuba Dei. Zdaniem historyka Krzysztofa Przegiętki, Grzybek mógł zostać ustawiony w miejscu, gdzie został ulany dzwon, co może stanowić źródło legendy. W innej legendzie, Grzybek miał istnieć już na pocz. XIX wieku, gdyż pod nim Napoleon Bonaparte miał zjeść obiad podczas swojego pobytu w Toruniu.